# Lovedean
Lovedean is een plaats in het bestuurlijke gebied East Hampshire, in het Engelse graafschap Hampshire. 
Nabijgelegen dorpen zijn Cowplain, Clanfield en Horndean.